# Bernhard Vogel (Politiker, 1882)
Bernhard Vogel (* 30. März 1882 in Neheim oder Hüsten; † 10. Juni 1959 ebenda) war ein deutscher Kommunalpolitiker und ehrenamtlicher Landrat (CDU).
Nach dem Besuch der Volksschule absolvierte Vogel eine kaufmännische Ausbildung und war danach als Kaufmann tätig. Er war verheiratet und hatte sechs Kinder.
Vom 14. März 1946 bis zum 16. Oktober 1948 war Vogel Mitglied des Kreistages im damaligen Landkreis Arnsberg, NRW, und dort vom 6. September 1946 bis zum 6. November 1948 zudem Landrat. Von 1951 bis 1958 war er Bürgermeister der Stadt Neheim-Hüsten, wo er außerdem lange Stadtrat war. Am 22. Oktober 1956 erhielt er das Bundesverdienstkreuz I. Klasse. 